# Comizi calati
I comizi calati (in latino Comitia Calata), la più antica delle assemblee romane, era un'assemblea di carattere religioso.

## Caratteri
Non si conosce molto di queste assemblee, che venivano convocate (da calare, chiamare) per dare pubblicità a degli avvenimenti, come le nomine del rex sacrorum, dei flamini, e delle vergini vestali.
Sembra si radunassero sul Campidoglio basandosi sull'organizzazione delle trenta curiae e che l'assemblea fosse presieduta dal Re o dal Pontifex Maximus.
Secondo un'altra interpretazione non si tratterebbe di una distinta tipologia di assemblea, quanto della modalità di convocazione (per chiamata) dei Comizi centuriati e dei Comizi curiati.
Davanti ai Comitia calata, presieduti dal Pontifex Maximus, potevano essere redatti pubblicamente i testamenti, testamenta calatis comitiis, mentre davanti ai Comitia presieduti dal Rex, si procedeva alla detestatio sacrorum, ovvero la rinuncia al culto familiare (connesso molto probabilmente l'adrogatio).
Erano poi convocati mensilmente alle calende (calandus "che deve essere chiamato o annunziato solennemente") ed alle none per annunciare al popolo il calendario..

## Evoluzione
In Epoca regia, trattandosi dell'unica assemblea cittadina, la sua competenza si estendeva a tutte le questioni per le quali il re chiedeva la collaborazione dei cittadini in assemblea.
Con la nascita delle altre assemblee romane, assunse un carattere prettamente religioso, fino a rimanere vuoto simulacro di antiche tradizioni.